# Volta a Cataluña 1981
La Volta a Cataluña de 1981 fue 61.ª edición de la Volta a Cataluña, que se disputó en 7 etapas del 3 al 10 de septiembre de 1981 con un total de 1254,5 km. El vencedor final fue el español Faustino Rupérez del equipo Zor-Helios-Novostil por ante Serge Demierre del Cilo-Aufina, y de Marino Lejarreta del Teka.
La segunda y la séptima etapas estabas divididas en dos sectores. Había dos contrarrelojes individuales, una al Prólogo de Playa de Aro y la otra al primer sector de la séptima la etapa en Cambrils. De esta edición se recuerda especialmente la etapa nocturna por las calles de Barcelona.
Faustino Rupérez ganaba gracias a la grande escapada de la quinta etapa.

## Etapas
| Etapa   | Fecha            | Ciudades de etapa                                       | km    | Vencedor de la etapa | Líder de la general |
| ------- | ---------------- | ------------------------------------------------------- | ----- | -------------------- | ------------------- |
| Prólogo | 3 de septiembre  | Playa de Aro – Playa de Aro (CRI)                       | 3,8   | Daniel Gisiger       | Daniel Gisiger      |
| 1.ª     | 4 de septiembre  | Playa de Aro – Estartit                                 | 190,0 | Johan van der Velde  | Daniel Gisiger      |
| 2.ª A   | 5 de septiembre  | Torroella de Montgrí – Sant Joan Despí                  | 168,0 | Johan van der Velde  | Daniel Gisiger      |
| 2.ª B   | 5 de septiembre  | Barcelona – Barcelona                                   | 30,0  | Aad van den Hoek     | Daniel Gisiger      |
| 3.ª     | 6 de septiembre  | Barcelona - Arbucias                                    | 155,5 | Vicente Belda        | Pedro Muñoz         |
| 4.ª     | 7 de septiembre  | Préstamo - Lagos de Tristaina ((AND))                   | 180,5 | Johan van der Velde  | Pedro Muñoz         |
| 5.ª     | 8 de septiembre  | Coll de Nargó - Lérida                                  | 179,5 | Serge Demierre       | Faustino Rupérez    |
| 6.ª     | 9 de septiembre  | Lérida – Salou                                          | 184,3 | Guy Janiszewski      | Faustino Rupérez    |
| 7.ª A   | 10 de septiembre | Villafranca del Panadés – Villafranca del Panadés (CRI) | 36,9  | Serge Demierre       | Faustino Rupérez    |
| 7.ª B   | 10 de septiembre | Villafranca del Panadés – Manresa                       | 126,0 | Ludo Peeters         | Faustino Rupérez    |

### Prólogo[1]
03-09-1981: Playa de Aro – Playa de Aro, 3,8 km. (CRI):
|   | Ciclista          | Equipo      | Tiempo |
| - | ----------------- | ----------- | ------ |
| 1 | Daniel Gisiger    | Cilo-Aufina | 5' 17" |
| 2 | Stefan Mutter     | Cilo-Aufina | + 06"  |
| 3 | Alberto Fernández | Teka        | + 06"  |

|   | Ciclista          | Equipo      | Tiempo |
| - | ----------------- | ----------- | ------ |
| 1 | Daniel Gisiger    | Cilo-Aufina | 5' 17" |
| 2 | Stephan Mutter    | Cilo-Aufina | + 06"  |
| 3 | Alberto Fernández | Teka        | + 06"  |

### 1.ª etapa[2]
04-09-1981: Playa de Aro – Estartit, 190,0:
|   | Ciclista            | Equipo              | Tiempo     |
| - | ------------------- | ------------------- | ---------- |
| 1 | Johan van der Velde | TI-Raleigh-Creda    | 5h 21' 52" |
| 2 | Serge Demierre      | Cilo-Aufina         | m. t.      |
| 3 | Miguel María Lasa   | Zor-Helios-Novostil | m. t.      |

|   | Ciclista         | Equipo              | Tiempo     |
| - | ---------------- | ------------------- | ---------- |
| 1 | Daniel Gisiger   | Cilo-Aufina         | 5h 27' 09" |
| 2 | Pere Muñoz       | Zor-Helios-Novostil | + 07"      |
| 3 | Marino Lejarreta | Teka                | + 09"      |

### 2.ª etapa[3]
05-09-1981: Torroella de Montgrí – Sant Joan Despí, 168,0 km.:
| Resultado de la 2ª etapa A \| \| Ciclista \| Equipo \| Tiempo \| \| - \| ------------------- \| ---------------- \| ---------- \| \| 1 \| Johan van der Velde \| TI-Raleigh-Creda \| 4h 40' 37" \| \| 2 \| Jesús Suárez Cueva \| Kelme \| m. t. \| \| 3 \| Noël Dejonckheere \| Teka \| m. t. \| |                     |                  |            |
| | Ciclista            | Equipo           | Tiempo     |
| 1 | Johan van der Velde | TI-Raleigh-Creda | 4h 40' 37" |
| 2 | Jesús Suárez Cueva  | Kelme            | m. t.      |
| 3 | Noël Dejonckheere   | Teka             | m. t.      |

### 2.ª etapa B
05-09-1981: Barcelona - Barcelona, 30,0 km.:
|   | Ciclista         | Equipo           | Tiempo  |
| - | ---------------- | ---------------- | ------- |
| 1 | Aad van den Hoek | TI-Raleigh-Creda | 44' 24" |
| 2 | José Luis Laguía | Reynolds         | + 05"   |
| 3 | Jaime Vilamajó   | Kelme            | m. t.   |

|   | Ciclista         | Equipo              | Tiempo      |
| - | ---------------- | ------------------- | ----------- |
| 1 | Daniel Gisiger   | Cilo-Aufina         | 10h 52' 27" |
| 2 | José Luis Laguía | Reynolds            | + 06"       |
| 3 | Pedro Muñoz      | Zor-Helios-Novostil | + 07"       |

### 3.ª etapa[4]
06-09-1981: Barcelona - Arbúcies, 155,5 km.:
|   | Ciclista            | Equipo           | Tiempo     |
| - | ------------------- | ---------------- | ---------- |
| 1 | Vicente Belda       | Kelme            | 4h 17' 10" |
| 2 | Johan van der Velde | TI-Raleigh-Creda | + 56"      |
| 3 | Jesús Suárez Cueva  | Kelme            | m. t.      |

|   | Ciclista            | Equipo              | Tiempo      |
| - | ------------------- | ------------------- | ----------- |
| 1 | Pedro Muñoz         | Zor-Helios-Novostil | 15h 10' 40" |
| 2 | Marino Lejarreta    | Teka                | + 02"       |
| 3 | Johan van der Velde | TI-Raleigh-Creda    | + 07"       |

### 4.ª etapa[5]
07-09-1981: Manlleu - Lagos de Tristaina ((AND)), 180,5 km.:
|   | Ciclista            | Equipo              | Tiempo     |
| - | ------------------- | ------------------- | ---------- |
| 1 | Johan van der Velde | TI-Raleigh-Creda    | 5h 59' 44" |
| 2 | Pedro Muñoz         | Zor-Helios-Novostil | m. t.      |
| 3 | Marino Lejarreta    | Teka                | + 18"      |

|   | Ciclista            | Equipo              | Tiempo      |
| - | ------------------- | ------------------- | ----------- |
| 1 | Pedro Muñoz         | Zor-Helios-Novostil | 21h 10' 24" |
| 2 | Johan van der Velde | TI-Raleigh-Creda    | + 07"       |
| 3 | Marino Lejarreta    | Teka                | + 20"       |

### 5.ª etapa[6]
08-09-1981: Coll de Nargó - Lérida, 179,5 km. :
|   | Ciclista         | Equipo               | Tiempo     |
| - | ---------------- | -------------------- | ---------- |
| 1 | Serge Demierre   | Cilo-Aufina          | 4h 38' 16" |
| 2 | Faustino Rupérez | Zor-Helios-Novostil  | + 01"      |
| 3 | Marc Sergeant    | Boule de Oro-Colnago | + 16' 04"  |

|   | Ciclista         | Equipo              | Tiempo      |
| - | ---------------- | ------------------- | ----------- |
| 1 | Faustino Rupérez | Zor-Helios-Novostil | 25h 52' 17" |
| 2 | Serge Demierre   | Cilo-Aufina         | + 6' 21"    |
| 3 | Pedro Muñoz      | Zor-Helios-Novostil | + 13' 33"   |

### 6.ª etapa[7]
09-09-1981: Lérida – Salou, 184,3 km.:
|   | Ciclista            | Equipo               | Tiempo     |
| - | ------------------- | -------------------- | ---------- |
| 1 | Guy Janiszewski     | Boule de Oro-Colnago | 4h 38' 42" |
| 2 | Ricardo Zúñiga      | Reynolds             | m. t.      |
| 3 | Johan van der Velde | TI-Raleigh-Creda     | + 8' 33"   |

|   | Ciclista         | Equipo              | Tiempo      |
| - | ---------------- | ------------------- | ----------- |
| 1 | Faustino Rupérez | Zor-Helios-Novostil | 30h 39' 20" |
| 2 | Serge Demierre   | Cilo-Aufina         | + 6' 21"    |
| 3 | Pedro Muñoz      | Zor-Helios-Novostil | + 13' 33"   |

### 7.ª etapa[8]
10-09-1981: Villafranca del Panadés – Villafranca del Panadés, 36,9 km. (CRI):
| Resultado de la 7a etapa A \| \| Ciclista \| Equipo \| Tiempo \| \| - \| ----------------- \| ----------- \| -------- \| \| 1 \| Serge Demierre \| Cilo-Aufina \| 51' 02" \| \| 2 \| Marino Lejarreta \| Teka \| + 1' 08" \| \| 3 \| Alberto Fernández \| Teka \| + 1' 24" \| |                   |             |          |
| | Ciclista          | Equipo      | Tiempo   |
| 1 | Serge Demierre    | Cilo-Aufina | 51' 02"  |
| 2 | Marino Lejarreta  | Teka        | + 1' 08" |
| 3 | Alberto Fernández | Teka        | + 1' 24" |

### 7.ª etapa B
10-09-1981: Villafranca del Panadés – Manresa, 126,0 km.:
|   | Ciclista       | Equipo           | Tiempo     |
| - | -------------- | ---------------- | ---------- |
| 1 | Ludo Peeters   | TI-Raleigh-Creda | 3h 23' 00" |
| 2 | Josef Wehrli   | Cilo-Aufina      | m. t.      |
| 3 | Eulalio García | Teka             | m. t.      |

|   | Ciclista         | Equipo              | Tiempo      |
| - | ---------------- | ------------------- | ----------- |
| 1 | Faustino Rupérez | Zor-Helios-Novostil | 34h 56' 11" |
| 2 | Serge Demierre   | Cilo-Aufina         | + 3' 32"    |
| 3 | Marino Lejarreta | Teka                | + 12' 22"   |

## Clasificación General
|    | Ciclista            | Equipo              | Tiempo      |
| -- | ------------------- | ------------------- | ----------- |
|    | Faustino Rupérez    | Zor-Helios-Novostil | 34h 56' 11" |
| 2  | Serge Demierre      | Cilo-Aufina         | + 3' 32"    |
| 3  | Marino Lejarreta    | Teka                | + 12' 22"   |
| 4  | Johan van der Velde | TI-Raleigh-Creda    | + 12' 43"   |
| 5  | Vicente Belda       | Kelme               | + 15' 56"   |
| 6  | Alberto Fernández   | Teka                | + 16' 58"   |
| 7  | Erwin Lienhard      | Cilo-Aufina         | + 18' 37"   |
| 8  | Ismael Lejarreta    | Teka                | + 18' 39"   |
| 9  | Jesús Suárez Cueva  | Kelme               | + 20' 52"   |
| 10 | Ricardo Zúñiga      | Reynolds            | + 21' 24"   |

## Clasificaciones secundarias
|   | Ciclista         | Equipo              | Puntos    |
| - | ---------------- | ------------------- | --------- |
| 1 | Marino Lejarreta | Teka                | 65 puntos |
| 2 | Vicente Belda    | Kelme               | 49 puntos |
| 3 | Ángel Arroyo     | Zor-Helios-Novostil | 35 puntos |

|   | Ciclista       | Equipo      | Puntos    |
| - | -------------- | ----------- | --------- |
| 1 | Vicente Belda  | Kelme       | 20 puntos |
| 2 | Juan Fernández | Kelme       | 12 puntos |
| 3 | Serge Demierre | Cilo-Aufina | 8 puntos  |

|   | Ciclista            | Equipo           | Puntos    |
| - | ------------------- | ---------------- | --------- |
| 1 | Johan van der Velde | TI-Raleigh-Creda | 63 puntos |
| 2 | Serge Demierre      | Cilo-Aufina      | 41 puntos |
| 3 | Marino Lejarreta    | Teka             | 36 puntos |

|   | Equipo              | Nacionalidad | Tiempo       |
| - | ------------------- | ------------ | ------------ |
| 1 | Zor-Helios-Novostil | España       | 105h 27' 12" |
| 2 | Cilo-Aufina         | Suiza        | + 4' 23"     |
| 3 | Teka                | España       | + 6' 48"     |